# Hoplideres punctatus
Hoplideres punctatus là một loài bọ cánh cứng trong họ Cerambycidae.